# Ashton Nyte
Ashton Nyte es un cantante, compositor, productor y líder de la banda sudafricana de rock alternativo The Awakening. Nyte ha publicado cinco álbumes de estudio como solista todos bajo los nombres Ashton Nyte o Ashton Nyte and the Accused en conjunto con sus numerosos lanzamientos junto a The Awakening. Es considerado pionero de la música alternativa en África del Sur, y ha sido descrito como "una clase de genio musical" por su método típico de composición, interpretando y grabando cada instrumento por sí mismo en la mayoría de sus lanzamientos. Nyte es ampliamente conocido en África del Sur por su cover del tema «The Sounds of Silence» del dúo Simon and Garfunkel y varios sencillos exitosos. Su estilo clave combina voces de barítono semejantes a David Bowie y Johnny Cash, con instrumentación que va desde el rock alternativo, post punk a americana e incluso lo-fi indie rock y más cosas en común. Nyte ha estado radicado en Estados Unidos desde 2009.

## Discografía
| Álbumes de estudio - 2000: The Slender Nudes - 2002: Dirt Sense - 2003: Sinister Swing - 2005: Headspace - 2009: The Valley |